# Exiguodon
Exiguodon — викопний рід гієнодонтових ссавців родини Hyainailouridae. Залишки відомі з відкладів раннього міоцену в Кенії та Уганді, у Східній Африці.